# Didymocarpus insulsus
Didymocarpus insulsus är en tvåhjärtbladig växtart som beskrevs av William Grant Craib. Didymocarpus insulsus ingår i släktet Didymocarpus och familjen Gesneriaceae. Inga underarter finns listade i Catalogue of Life.